# Marco Antonio Cornez
Marco Antonio Cornez Bravo (Santiago de Xile, 15 d'octubre de 1957 – 21 de maig de 2022) va ser un futbolista xilè.

## Selecció de Xile
Va formar part de l'equip xilè a la Copa del Món de 1982.